# Koźminek

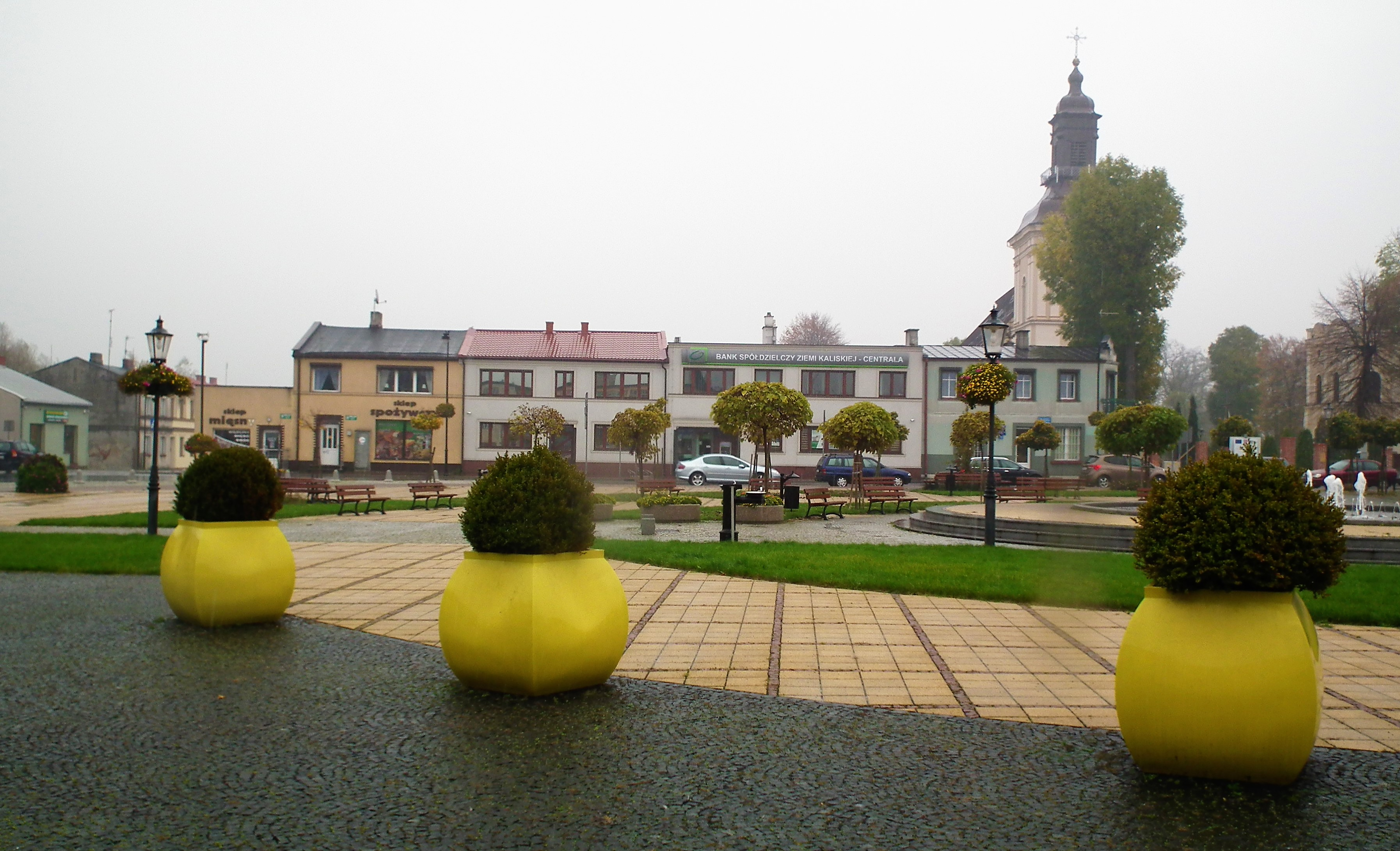
Vista parcial da praça principal

Koźminek é um município da Polônia, na voivodia da Grande Polônia, no condado de Kalisz e na comuna urbano-rural de Koźminek. Estende-se por uma área de 6,04 km², com 1 938 habitantes, segundo os censos de 2021, com uma densidade de 327 hab/km². É a sede da comuna de Koźminek.
Koźminek adquiriu os direitos de cidade em 1369. Em 1555, um sínodo dissidente foi convocado em Koźminek, no qual os Irmãos Tchecos poloneses e calvinistas concluíram uma união de curto prazo. Koźminek perdeu seu foral (a cidade foi renomeada como um assentamento) em 31 de maio de 1870; A Koźminek foi concedido direitos municipais novamente em 1 de janeiro de 2021.
De 1867 a 1954 ela foi a sede da comuna coletiva de Koźminek, de 1954 a 1972 da Gromada Koźminek, e a partir de 1973 novamente a comuna Koźminek. Nos anos de 1975 a 1998, a cidade estava situada na província de Kalisz.
| Identificador | Nome        | Tipo            |
| ------------- | ----------- | --------------- |
| 0999340       | Przydziałki | parte da cidade |
| 0201158       | Słowiki     | parte da cidade |
| 0999222       | Warwarówka  | parte da cidade |

## Localização
Koźminek está situada na parte sul da planície da Grande Polônia, no planalto de Turecka, na margem esquerda do rio Swędrnia, cerca de 3 km a sudeste da barragem do Reservatório de Murowaniec, na [[Região Metropolitana de Kalisko-Ostrowska|aglomeração Kalisz-Ostrów, a cerca de 18 km a nordeste de Kalisz; a estrada da voivodia n.º 471 (Opatówek - Dąbrowa) atravessa a cidade. Koźminek está localizada na parte oriental da histórica Grande Polônia, em Kaliskie; até a segunda partição da Polônia (1793) ela estava localizada na voivodia de Kalisz, após a criação da Polônia do Congresso (1815) estava localizada na voivodia de Kalisz, no condado de Kalisz e foi a sede da comuna de Koźminek; na era do Reino da Polônia, era um pequeno centro industrial no distrito industrial Kalisz-Mazóvia.

## Linha do tempo
- 1369 – a cidade apareceu em fontes históricas como uma cidade sob a lei alemã, de propriedade de Bartosz de Wezenborg
- 1441 - a cidade tornou-se propriedade de Wojciech de Pakość, mais tarde dos duques de Racibórz
- 1450 - Casimiro IV Jagelão autorizou a realização de duas feiras em Koźminek
- 1458 - a cidade envia 6 habitantes para a guerra com a Ordem Teutônica
- 1543 - Koźminek recebe o direito de organizar a terceira feira
- 1505 - a cidade passou para as mãos da família Ostroróg
- 1550 - sob os cuidados do starosta Jakub de Ostroróg Koźminki, tornou-se um dos centros dissidentes mais importantes da Polônia, a igreja da cidade passou para as mãos dos Irmãos Tchecos que abriram uma escola para correligionários e uma gráfica na cidade
- 1555 - no sínodo em Koźminek, os calvinistas e os Irmãos Tchecos se unem. Foi um momento importante na história do protestantismo polonês, mas a união acabou tendo curta duração.
- 1570 - havia 50 artesãos na cidade, Koźminek possuía uma destilaria e uma cervejaria
- 1607 - a igreja paroquial voltou aos católicos
- 1614 - a freguesia dissidente foi dissolvida
- 1618 - começou um lento declínio da cidade, apenas 34 artesãos estavam ativos
- 1770 - uma indústria de tecelagem foi fundada, liderada principalmente por colonos alemães da Baixa Silésia
- 1793 - como resultado da Segunda Partição da Polônia, Koźminek ficou sob o domínio prussiano. Naquela época, tinha 342 habitantes e 111 casas, 85 artesãos atuavam ali, incluindo 30 sapateiros e 19 alfaiates
- 1810 - a cidade tinha 737 habitantes
- 1860 - 1 422 habitantes, incluindo 980 católicos, 182 evangélicos e 260 judeus
- 1870 - as autoridades russas privaram Koźminek de seus direitos municipais
- 1902 - 2 000 habitantes
- 1939 - Koźminek e as cidades vizinhas foram anexadas pelo Terceiro Reich e administrativamente anexadas ao chamado País de Warta.
- Janeiro de 1940 - as autoridades nazistas estabeleceram um gueto em Koźminek, onde reuniram judeus de cidades próximas
- Julho de 1942 - liquidação do gueto e transporte de seus habitantes para vários campos de concentração, principalmente o de Chełmno nad Nerem, alguns transportados para o gueto em Łódź
- 1961 - 1 433 habitantes, cerca de 50% dos quais vivem da agricultura
- 2021 - reatribuição dos direitos de cidade

## Monumentos
- Palácio e complexo de parque, uma mansão classicista do século XVIII, reconstruída nos anos de 1906 a 1907. Um interessante estande no parque, com 41 árvores com mais de 120 anos
- Igreja paroquial São João Batista e São João Evangelista do século XIV / XV, reconstruída no início dos séculos XVIII e XIX, estilo barroco
- Gabinete do cantor evangélico